# Spantik
Spantik (Balti / Urdu: سپانٹک; Burushaski: Ghenish Chhish, of vertaald in het Engels: Golden Peak) is een 7027 meter hoge berg in de Pakistaanse Karakoram, gelegen tussen de Hunzavallei en het dal van Hispar in het noorden en het Indusdal in het zuiden. De berg maakt deel uit van een oostelijke uitloper van het Rakaposhi-Haramoshmassief die de Spantik-Sosbungroep genoemd wordt.
De Spantik ligt ten oosten van de 7266 m hoge Diran en ten noordoosten van de 7458 m hoge Malubiting. Ten noorden van de berg stroomt de 49 km lange Hispargletsjer. De prominentie is 1187 m, gerekend vanaf de Polan La, het zadel tussen de Spantik en Malubiting.
Het Amerikaanse echtpaar Fanny Bullock Workman en William Hunter Workman probeerde al in 1906 de Spantik, die ze Pyramid Peak noemden, te beklimmen. Ze moesten ongeveer 300 m onder de top omkeren. Pas in 1955 wisten de eerste klimmers de top te bereiken. Dit waren de Duitse klimmers Reiner Diepen, Eduard Reinhardt en Jochen Tietze, die een route over de zuidoostelijke zijde namen. De steile noordwand (Golden Pillar genoemd) werd voor het eerst beklommen in 1987, door een Engelse expeditie in alpiene stijl. Spantik geldt als een van de makkelijkst te beklimmen zevenduizenders.